# Carvalho Leite
Carlos Antônio Dobbert de Carvalho Leite, más conocido como Carvalho Leite (Río de Janeiro, 25 de junio de 1912 - 19 de julio de 2004), fue un futbolista brasileño. Jugó como delantero y para la selección de fútbol de Brasil en las Copas Mundiales de 1930 y la de 1934. Ganó el Campeonato Carioca en 1930, 1932, 1933, 1934 y 1935. Fue goleador de las temporadas 1936, 1938 y 1939.

## Clubes como jugador
- Petropolitano Foot-Ball Club
- Botafogo de Futebol e Regatas

- Datos: Q261000